# かけはし芸術文化振興財団
公益財団法人かけはし芸術文化振興財団（かけはしげいじゅつぶんかしんこうざいだん、Kakehashi Foundation）は、芸術分野の社会貢献活動を行う日本の公益財団法人。

## 概要
電子技術による芸術文化の振興、普及を目的に、1994年、当時ローランド社長だった梯郁太郎が設立した。
以前は文部科学省所管の財団法人だったが、公益法人制度改革に伴い、2011年4月1日に公益財団法人に移行。
2015年2月1日、ローランド芸術文化振興財団から現名称に変更。この時、梯が名誉顧問に退き、新たな理事長として山東昭子が就任する。
電子オルガンのコンサートや講演会の開催、教育現場におけるコンピュータの普及支援、出版物の刊行などを行っている。

## 沿革
- 1994年（平成6年）9月19日 - ローランド芸術文化振興財団として設立。
- 2011年（平成23年）4月1日 - 公益財団法人に移行。
- 2015年（平成27年）2月1日 - 現名称に変更。
- 2018年（平成30年） - 事務所を新宿区西早稲田に移転。

## 主催公演
- ローランド・オルガン・フェスティバル
- レイクサイド・コンサート
- ローランド・オルガン フレンドリー・コンサート